# روبرت سانفورد فوستر
روبرت سانفورد فوستر (بالإنجليزية: Robert Sanford Foster)‏ هو ضابط أمريكي، ولد في 27 يناير 1834 في فيرنون (إنديانا) في الولايات المتحدة، وتوفي في 3 مارس 1903 في إنديانابوليس في الولايات المتحدة.